# Остружница
Остружница (на сръбски: Остружница) е град в Сърбия, Белградски окръг, община Чукарица.

## География
Остружница е разположен край десния бряг на река Сава, 14 км югозападно от град Белград, западно от квартал Железник.

## Население
Населението на Остружница възлиза на 4218 жители (2011 г.).
Етнически състав (2002 г.):
- сърби – 3791 жители (96,48%)
- югославяни – 25 жители (0,63%)
- черногорци – 22 жители (0,55%)
- хървати – 12 жители (0,30%)
- македонци – 3 жители (0,07%)
- словенци – 2 жители (0,05%)
- други – 8 жители (0,16%)
- недекларирали – 42 жители (1,06%)